# Peura (ö i Mellersta Finland)
Peura är en ö i Finland. Den ligger i sjön Armisvesi och i kommunen Hankasalmi i den ekonomiska regionen  Jyväskylä ekonomiska region  och landskapet Mellersta Finland, i den centrala delen av landet, 270 km norr om huvudstaden Helsingfors. Öns area är 4,8 hektar och dess största längd är 0,6 kilometer i sydöst-nordvästlig riktning.